# Le Vieux Manoir
Pour plus de détails, voir Fiche technique et Distribution.
Le Vieux manoir (Gunnar Hedes saga) est un film muet suédois réalisé par Mauritz Stiller, sorti en 1923. Il s'agit de l'adaptation du roman de Selma Lagerlöf intitulé En herrgårdssägen (The Tale of a Manor (en)).

## Synopsis
Un jeune étudiant tente de sauvegarder le manoir familiale, qui risque de tomber en ruine...

## Fiche technique

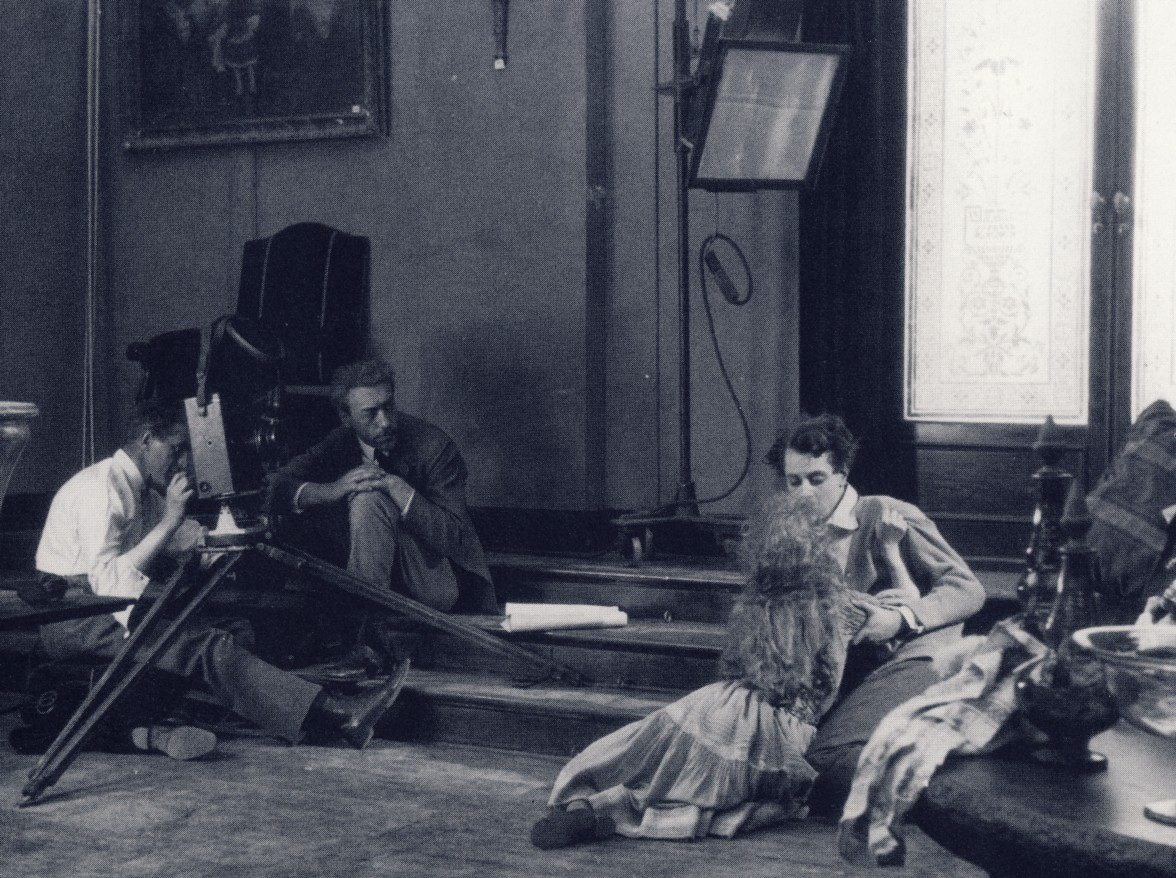
Julius Jaenzon, Mauritz Stiller, Mary Johnson et Einar Hanson durant le tournage de Le Vieux manoir.

- Titre original : Gunnar Hedes saga
- Titre français : Le Vieux manoir
- Réalisation : Mauritz Stiller
- Scénario : Mauritz Stiller d'après le roman En herrgårdssägen de Selma Lagerlöf
- Directeurs de la photographie : Henrik Jaenzon, Julius Jaenzon
- Direction artistique : Axel Esbensen
- Producteur : Charles Magnusson
- Maquillage : Ester Lundh, Manne Lundh
- Photographe : Louis Huch
- Sociétés de production : Svenska Biografteatern AB
- Pays d'origine :  Suède
- Format : Noir et blanc - 35 mm - 1,33:1 - Muet
- Durée : 101 minutes
- Dates de sortie : 
  -  Suède : 1er janvier 1923

## Distribution
- Einar Hanson : Gunnar Hede, jeune chatelain
- Pauline Brunius : sa mère
- Gustav Aronson
- Stina Berg
- Hugo Björne
- Julia Cederblad
- Gösta Hillberg : l'avocat
- Mary Johnson : Ingrid
- Adolf Olschansky
- Lotten Olsson
- Concordia Selander
- Thecla Åhlander